# Syzygites megalocarpus

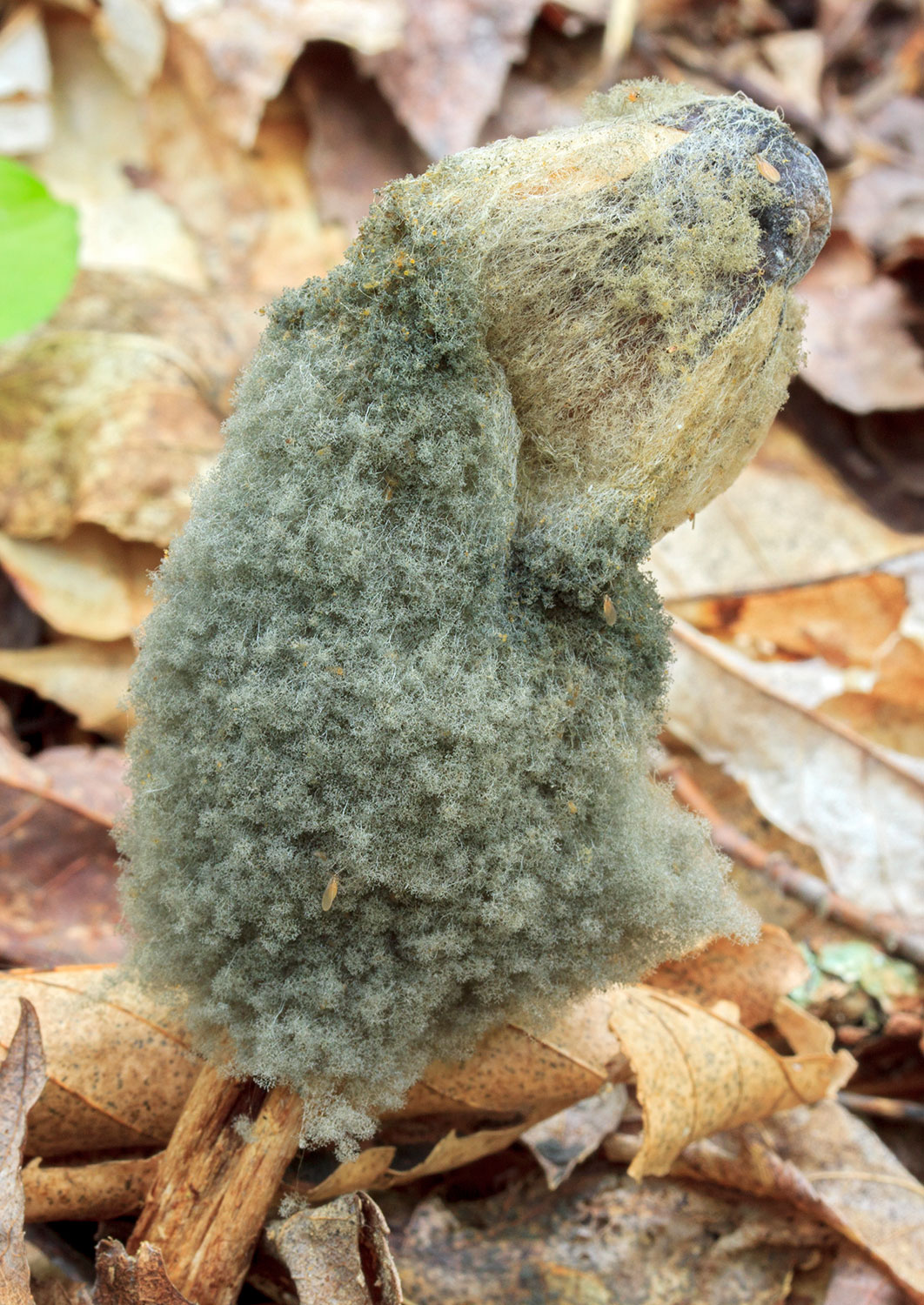

Syzygites megalocarpus Ehrenb. – gatunek grzybów z rzędu pleśniakowców (Mucorales). Jedyny gatunek monotypowego rodzaju Sysygites Ehrenb. 1818.

## Systematyka
Pozycja w klasyfikacji według Index Fungorum:  Syzygites, Syzygitaceae, Mucorales, Incertae sedis, Mucoromycetes, Mucoromycotina, Mucoromycota, Fungi.
Po raz pierwszy opisał go Christian Gottfried Ehrenberg. Ma około 30 synonimów. Niektóre z nich:
- Sporodinia grandis Link, in Willdenow 1824
- Sporodinia pholiotae Moruzi & Ciocan 1963
- Syzygites grandis (Link) J.H. Burnett 1968[2].

## Morfologia
Na opanowanym owocniku grzyba tworzy watowatą pleśń o barwie niebieskawej lub szarej.
Grzybnia wełnista, początkowo szara, potem brunatna, dobrze rozrośnięta. Wyrastają z niej sporangiofory, początkowo wzniesione, potem leżące, o wysokości 1–3 cm, 5–6-krotnie dichotonomicznie rozgałęzione, u podstawy z przegrodami. Zarodnie kuliste, wielozarodnikowe, w stanie dojrzałym brunatno-czarne, z półkulistą gładką, lub nieregularnie brodawkowaną kolumellą, pokryte cienką, bezbarwną błoną. Zarodniki gładkie, grubościenne, o zróżnicowanych kształtach; kuliste, elipsoidalne lub nieregularne i o długości 11–70 µm. Zygofory wzniesione, o wysokości do 3 cm, wielokrotnie rozgałęzione i zakończone brunatnymi, wydłużonymi, szydłowatymi gałązkami z kilkoma przegrodami. Na każdym zygoforze tworzą się liczne zygospory, ale dojrzewają tylko 2–6. Są kuliste lub beczułkowate, o długości około 300 µm z grubą, brunatną ścianą zewnętrzną (egzosporium), mającą liczne, tępo stożkowate zagłębienia. Z zagłębień tych wyrastają masywne brodawki utworzone z warstwy wewnętrznej (endosporium)
Z kiełkującej zygospory wyrasta grzybnia lub sporangiofor.

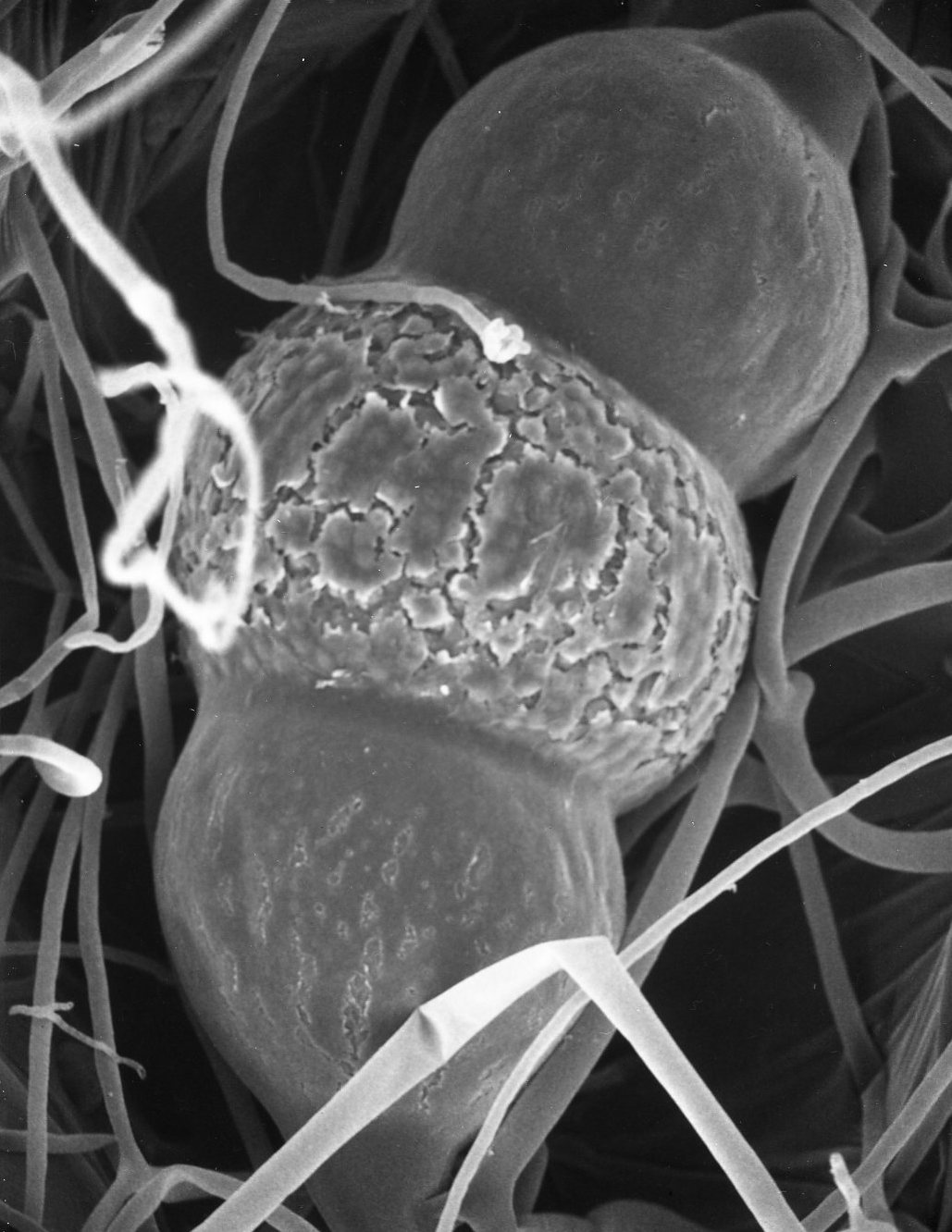
Zygofory
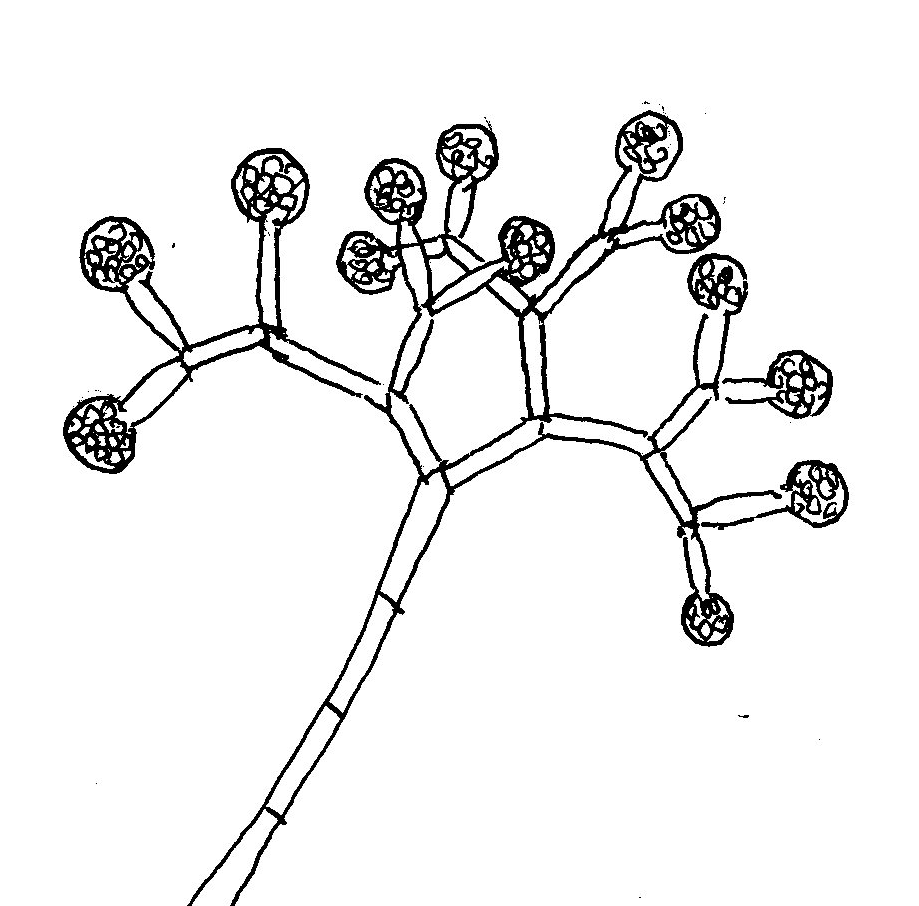
Sporangiofor
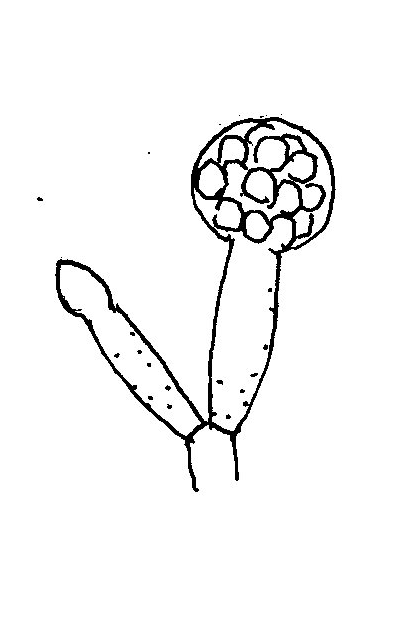
Zarodnia
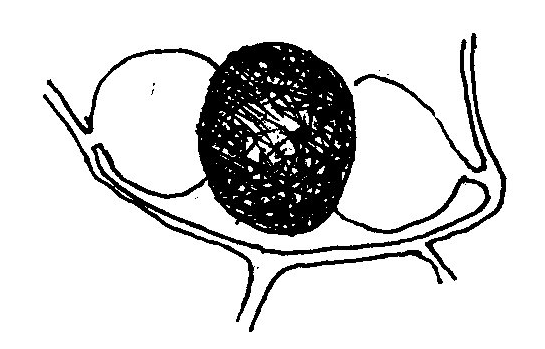
Zygospora
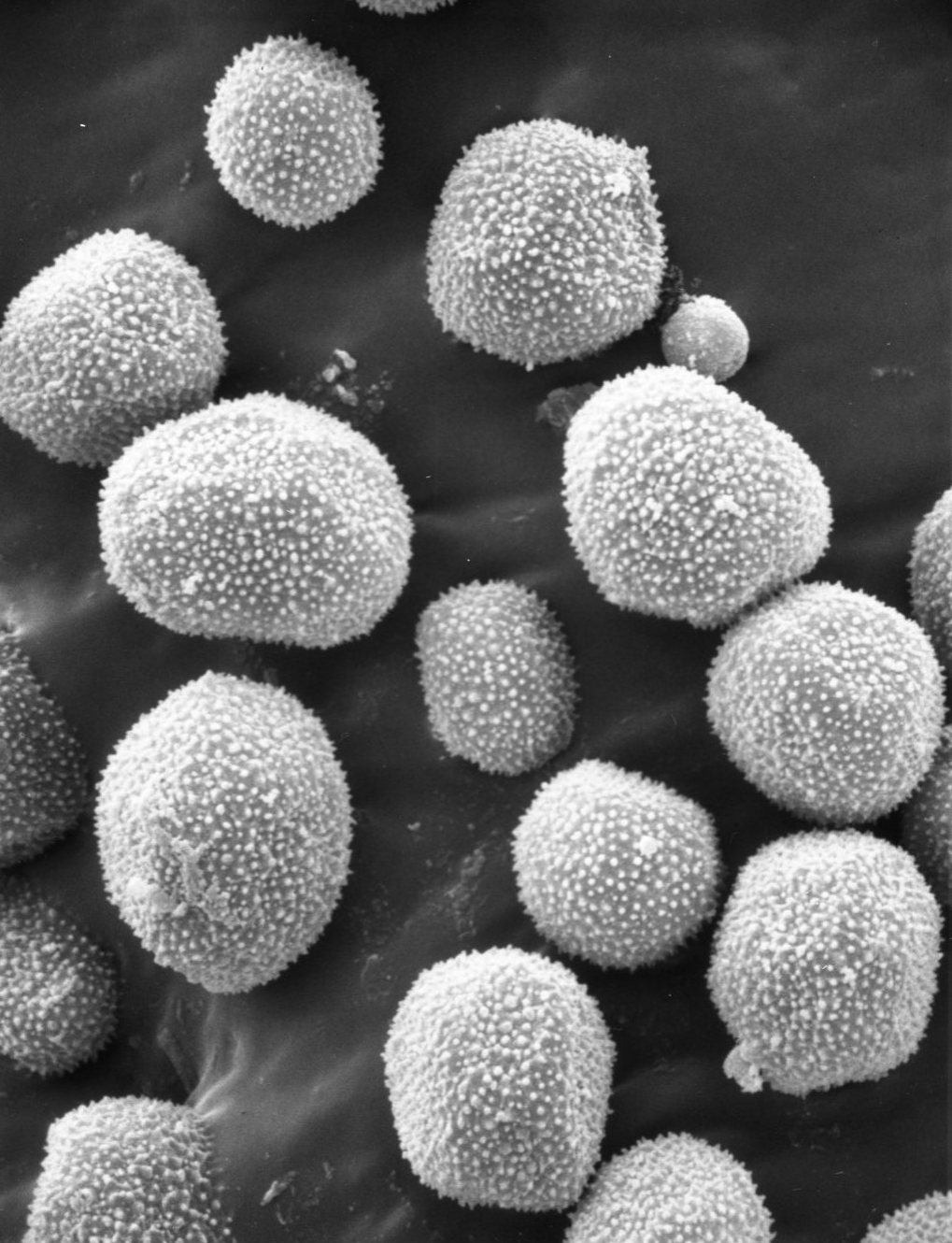
Zarodniki
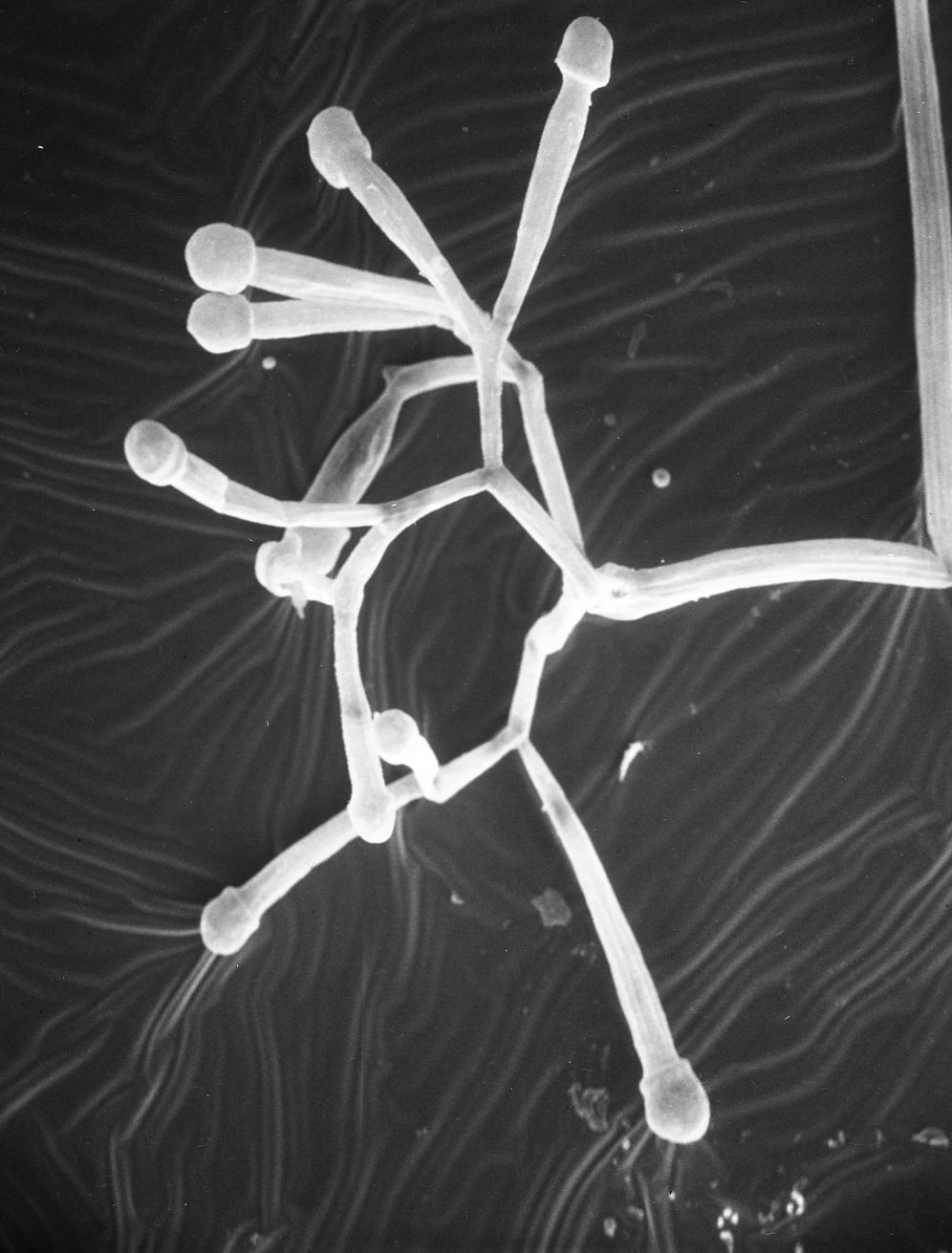
Sporangiofor

## Zasięg występowania i siedlisko
Znane jest występowanie Syzygites megalocarpus w Ameryce Północnej i Południowej, w Europie i Azji. Występuje również w Polsce.
Grzyb nagrzybny, saprotroficzny i pasożytniczy, rozwijający się na owocnikach wielu gatunków grzybów, ale tylko mięsistych. Pojawia się zarówno podczas deszczowej, jak i suchej pogody, ale tylko wiosną i jesienią. Preferuje owocniki grzybów już wcześniej zaatakowane przez inne pasożytnicze grzyby i rozwija się na nich aż do czasu ich zupełnego rozkładu.